# Hyetussa secta
Hyetussa secta là một loài nhện trong họ Salticidae.
Loài này thuộc chi Hyetussa. Hyetussa secta được Cândido Firmino de Mello-Leitão miêu tả năm 1944.